# Mélanie Hahnemann
Marie Mélanie d'Hervilly Gohier Hahnemann, född 2 februari 1800, död i maj 1878 i Paris, var en fransk läkare i homeopati, gift 1835 med Samuel Hahnemann. 
Mélanie d'Hervilly var medlem av en adlig markisfamilj och fick en fin utbildning. År 1815 flyttade hon på grund av våld i hemmet till sin teckningslärare Guillaume Guillon Lethière och hans familj i Paris. Under koleraepidemin i Paris 1832 väcktes hennes intresse för homeopatin. Hon reste 1834 till Coethen för att träffa homeopatins grundare Samuel Hahnemann, och året efter gifte de sig. Paret flyttade till Paris, där maken öppnade praktik, Melanie Hahnemann blev hans assistent och elev. Snart blev hon känd för sin förmåga även som enskild läkare. Hon mottog ett diplom från The Allentown Academy of The Homeopathic Healing Art i USA. 
Vid sin död 1843 överlät maken sin praktik på henne och sina opublicerade experiment i manuskriptet Organon, med instruktioner att publicera det då hon bedömde att tiden var mogen. Melanie Hahnemann fortsatte att praktisera. År 1847 blev hon, trots stöd från läkarkåren, åtalad för att praktisera medicin utan tillstånd, dömd som skyldig, bötfälld och belagd med yrkesförbud. Hon fortsatte trots detta att praktisera diskret fram till att hon år 1872 fick officiellt tillstånd att praktisera. Melanie Hahnemann utsattes för ovilja från stora delar av läkarvetenskapen på grund av sin förmåga att bota de fall andra läkare misslyckats med, för anspråken att fortsätta makens praktik och för oviljan att publicera Organon; den publicerades först 1921.  
Hon begravdes 1898 i samma grav som hennes make i Père-Lachaise i Paris.